# Micypsa
Micypsa (zm. 118 p.n.e.) – król Numidii w latach 148 -118 p.n.e.

## Biografia
Był najstarszym synem króla Numidii Masynissy. Według Appiana z Aleksandrii ok. 151 p.n.e. wraz z bratem Gulussą został wysłany w poselstwie do Kartaginy, by zażądać odwołania z wygnania polityków nastawionych przyjacielsko do Numidii. Poselstwo nie zostało przyjęte, a nawet zostało zaatakowane w drodze powrotnej, co dało Masynissie pretekst do rozpoczęcia działań zbrojnych przeciw Kartaginie.
Po śmierci ojca w 148 p.n.e. królestwo zostało podzielone przez Scypiona Afrykańskiego Młodszego pomiędzy trzech synów Masynissy, a Micypsa odziedziczył stołeczną Cyrtę i administrację królewską. Do jego posiadłości należało także miasto Capsa (dzisiejsza Kafsa) i część ziem Getulów. Niedługo po 146 p.n.e. zmarli obaj jego bracia, przez co cała władza w królestwie przypadła Micypsie. Pozostawał lojalny względem rzymskich sojuszników i wysyłał wojska pod wodzą swego bratanka Jugurty, mające wspomóc ich w walkach w Hiszpanii (ok 134 p.n.e. podczas tzw. wojny numantyjskiej) oraz zboże dla armii Gajusza Grakcha na Sardynii, która miała problemy z zaopatrzeniem. Napływ uciekinierów ze zniszczonej przez Rzymian Kartaginy sprzyjał rozwojowi gospodarczemu i kulturowemu Numidii w czasach rządów Micypsy. Zachęcał też Greków i Rzymian do osiedlania się w Cyrcie.
Zmarł w 118 p.n.e., dzieląc państwo między trzech synów – Hiempsala, Adherbala oraz Jugurtę, którego ok. 121 p.n.e. adoptował zgodnie z sugestią Rzymian. Do 112 p.n.e. Jugurta zamordował dwóch pozostałych współrządców i objął samodzielne rządy w Numidii, co spowodowało wojnę z Rzymem.